# Special Olympics
Special Olympics és una organització esportiva que s'encarrega d'organitzar entrenaments i competicions per a nens i adults amb discapacitat intel·lectual i discapacitat física durant tot l'any.
Aquests jocs abasten 5 milions d'esportistes i socis esportius de 173 països. Les competicions olímpiques especials se celebren cada dia, a tot el món, incloses competicions locals, nacionals i regionals, sumant més de 100.000 esdeveniments a l'any.
Igual que el Comitè Paralímpic Internacional (IPC), els Special Olympics són reconeguts pel Comitè Olímpic Internacional (COI). A diferència dels Jocs Paralímpics, els Jocs Mundials Olímpics Especials no se celebren el mateix any ni conjuntament amb els Jocs Olímpics.
L'organització va ser fundada per Eunice Kennedy Shriver el 1968-1969.